# Everytime
"Everytime" är en sång skriven och framförd av den amerikanska sångerskan Britney Spears och återfinns på hennes fjärde album In the Zone. Singeln släpptes den 17 maj 2004.
Musikvideon regisserades av David LaChapelle.

## Listplaceringar
| Lista (2004)                       | Högsta placering |
| ---------------------------------- | ---------------- |
| Australien                         | 1                |
| Österrikiska singellistan          | 4                |
| Belgian Singles Chart (Flanders)   | 4                |
| Belgian Singles Chart (Wallonia)   | 5                |
| Brazilian Singles Chart            | 16               |
| Canadian Singles Chart             | 2                |
| Danska singellistan                | 5                |
| Nederländska singellistan          | 4                |
| Finska singellistan                | 18               |
| Franska singellistan               | 2                |
| Tyska singellistan                 | 4                |
| Irish Singles Chart                | 1                |
| Norska VG-listan                   | 3                |
| Sverigetopplistan                  | 3                |
| Swiss Singles Chart                | 6                |
| U.S. Billboard Hot 100             | 15               |
| U.S. Billboard Hot Dance Club Play | 17               |
| U.S. Billboard [op 40 Mainstream   | 4                |
| UK Singles Chart                   | 1                |

## Officiella versioner & remixer
- Album Version — 3:50
- Radio Edit — 3:40
- Above & Beyond's Club Mix — 8:46
- Above & Beyond's Radio Mix — 3:47
- The Scumfrog Vocal Mix — 9:53
- Scumfrog Haunted Dub — 8:22
- Hi-Bias Radio Remix — 3:33
- Valentin Remix — 3:25 (Featured on B in the Mix: The Remixes)
- Valentin Mixshow Edit — 5:33
- Dr. Octavo's Translucent Mixshow — 5:15
- Dr. Octavo's Translucent Mixshow Edit — 5:15 (A vocal sample removed from this version).
- Dr. Octavo's Lucid Mix — 3:24
- Ambient Mix by Worldwide Groove Corp. — 4:25 - Private, uncommissioned remix done by the Worldwide Groove Corporation.
- Joe Bermudez Remix — 3:40
- Larry Legend Vocal Mix — 8:21
- Larry Legend Dub — 7:51
- Human Highlight Reel Vocal Mix — 8:04
- Human Highlight Reel Dub — 8:04
- Victor Calderone Remix — 9:47
- "Everytime" is the twelfth track on the U.S. version of Now That's What I Call Music! 16

## Format
| UK CD Single (82876 626202) 1. "Everytime" — 3:53 2. "Everytime" [Hi-Bias Radio Remix] — 3:29 3. "Everytime" [Above & Beyond Radio Mix] — 3:47 4. "Everytime" [The Scumfrog Vocal Mix] — 9:53 UK DVD Single (82876 626209) 1. "Everytime" Video 04.04 2. "Breathe on Me" Live From "Britney Spears: UK Special" Video UK 12" Vinyl (82876 626201) - Side A: 1. "Everytime" [Hi-Bias Radio Remix] — 3:29 2. "Everytime" [Above & Beyond Radio Mix] — 3:47 - Side B: 1. "Everytime" [The Scumfrog Vocal Mix] — 9:53 Europe CD 1 (82876 615572) 1. "Everytime" — 3:53 2. "Everytime" [Hi-Bias Radio Remix] — 3:29 3. "Everytime" [Above & Beyond Radio Mix] — 3:47 4. "Everytime" [The Scumfrog Vocal Mix] — 9:53 | Europe Limited Edition CD 2 (82876 647342) 1. "Everytime" — 3:53 2. "Everytime" [Hi-Bias Radio Remix] — 3:29 3. "Everytime" [Above & Beyond Radio Mix] — 3:47 4. "Don't Hang Up" — 4:02 Japan CD Single (BVCQ-29603) 1. "Everytime" — 3:53 2. "Everytime" [Hi-Bias Radio Remix] — 3:29 3. "Everytime" [Above & Beyond Radio Mix] — 3:47 4. "Everytime" [The Scumfrog Vocal Mix] — 9:53 U.S. Promo CD (JDJ-605202) 1. "Everytime" — 3:53 U.S. 12" Vinyl (JDAB-624871) - Side A: 1. "Everytime" [The Scumfrog Vocal Mix] — 9:53 2. "Everytime" [Valentin Remix] — 3:25 - Side B: 1. "Everytime" [Above & Beyond's Club Mix] — 8:46 2. "Everytime" [Dr. Octavo's Translucent Mixshow Edit] — 5:15 |

## Releasehistorik
| Land           | Bolag             | Releaseformat | Katalognr   | Releasedatum |
| -------------- | ----------------- | ------------- | ----------- | ------------ |
| Tyskland       | Zomba Label Group | CD-singel     | 82876624762 | 17 maj 2004  |
| Japan          | BMG International | CD-singel     | 29603       | 31 maj 2004  |
| Storbritannien | BMG International | CD-singel     | 62620       | 8 juni 2004  |
| USA            | Jive Records      | CD-singel     | 62487       | 25 maj 2004  |